# Fülöp József (orvos)
Fülöp József (Alsójára, 1908. február 15. – Budapest, 1986. november 9.) magyar orvos, röntgenológus.

## Életpálya
Fülöp József és Fodor Katalin fia. Budapesten végezte tanulmányait. 1932-ben a Pázmány Péter Tudományegyetemen kapta meg az orvosi diplomáját, majd a Korányi Klinika belgyógyász osztályán szolgált. 1944-től egyetemi magántanár. Az osztály megszűnése miatt, 1945-ben került a röntgen osztályra. 1945 májusától az Országos Reuma és Fürdőügyi Intézet (ORFI) röntgenszakosztályának főorvosa volt. 1963-ban védte meg A csípőízületek reumás megbetegedéseinek röntgendiagnosztikája című kandidátusi disszertációját. 
Felesége Bencze Anna volt. 
A Farkasréti temetőben nyugszik.

## Főbb művei
- I. Leontiasis ossea este. II. Duodenumpolyp műtéttel igazolt esete (Budapest, 1942)
- A leukaemia röntgenkezelése (Budapest, 1945)
- Az epehólyag körüli gyulladások s azok következményeinek röntgenvizsgálata (Budapest, 1943)
- A vastagbél röntgenképén látható kiesésekről (Budapest, 1943)
- Csontáttétel sugaras kezelése (Budapest, 1943)
- Nagyfokú tüdőatelektasia lymphogranulomás betegben (Budapest, 1944)
- Műtét utáni gyomoratonia röntgenképe (Budapest, 1944)
- Protrusio acetabuli (Walkó Rózsával, Budapest 1959)
- Hyperostosis vertebrae röntgen diagnosztikája (Budapest, 1961)